# Wilfried Kohlars
Wilfried Kohlars (* 28. Oktober 1939 in Troisdorf; † 5. Juni 2019) war ein deutscher Fußballspieler. Er absolvierte als Stürmer, Mittelfeldspieler und auch als Verteidiger zwischen 1963 und 1970 in der Bundesliga 141 Spiele für 1860 München und erzielte dabei 45 Tore. Mit den „Löwen“ wurde Kohlars 1966 deutscher Meister. Er hat im Endspiel um den DFB-Pokal der Saison 1963/64 in Stuttgart gegen Eintracht Frankfurt (2:0 für den TSV) das erste Tor erzielt.

## Laufbahn
Fußballerisch aufgewachsen ist Kohlars am Mittelrhein bei SSV Troisdorf 05. Nach der Saison 1960/61 in der Verbandsliga nahm er das Angebot des Oberligisten Duisburger SpV an und wechselte an den Niederrhein in die Fußball-Oberliga West. Beim westdeutschen Altmeister hatte aber gerade die Ära des langjährigen Leistungsträgers Willi Koll geendet. Die Saison 1961/62 stand bei den „Rotblusen“ von Beginn an unter dem Zeichen des Abstiegskampfes. Der Neuzugang aus Troisdorf debütierte zwar sofort am Rundenstart in der Oberliga – 6. August 1961, 0:3-Heimniederlage gegen Mönchengladbach, Mittelstürmer –, und absolvierte an der Seite der Mitspieler Rolf Benning, Hans Lohmann und Manfred Wacker sogar alle 30 Rundenspiele (drei Tore), aber den Abstieg des DSV konnte er nicht verhindern. Trainer Max Merkel, er hatte durch seine vormalige Arbeit bei Borussia Dortmund gute Kenntnisse über den Fußball im Westen, holte Kohlars – zusätzlich kamen noch Petar Radenković und Rudolf Zeiser – zur letzten Saison der alten erstklassigen Oberliga, 1962/63, zu seinem aktuellen Verein TSV 1860 München in die Fußball-Oberliga Süd. Merkel trat zum Starttag der Oberligarunde am 19. August beim KSV Hessen Kassel mit folgendem Angriff an: Werner Anzill, Kohlars, Rudi Brunnenmeier, Hans Küppers und Johann Auernhammer. Die „Löwen“ holten sich überraschend die Meisterschaft im Süden und Kohlars hatte in 22 Oberligaeinsätzen zehn Tore dazu beigesteuert. In der folgenden Endrunde um die deutsche Meisterschaft brachte er es auf vier Spiele und ein Tor. Durch den Titelgewinn wurde 1860 München in die neue Fußball-Bundesliga zur Saison 1963/64 aufgenommen. Der Lokalrivale FC Bayern München wurde in die Fußball-Regionalliga Süd eingereiht.
Als zum Start der Bundesliga mit Otto Luttrop und Peter Grosser zwei neue Stammspieler den „Löwen“-Kader verstärkten, kam Kohlars erst am siebten Rundenspieltag zu seinem Bundesligadebüt. Er erzielte aber am 12. Oktober 1963 zum 5:0-Heimsieg gegen den 1. FC Nürnberg sogleich zwei Tore. Die Merkel-Elf belegte den siebten Rang und Kohlars hatte in 24 Ligaspielen elf Tore erzielt. Zum Höhepunkt der Runde wurde aber der 2:0-Finalerfolg am 13. Juni 1964 in Stuttgart im DFB-Pokal gegen Eintracht Frankfurt. Zusammen mit Engelbert Kraus, Brunnenmeier, Küppers und Alfred Heiß bildete Kohlars auf Halbrechts den „Löwen“-Angriff. Kurz vor dem Halbzeitpfiff brachte er seine Mannschaft mit 1:0 in Führung. In der zweiten Bundesligasaison, 1964/65, verbesserte sich die Mannschaft aus Giesing auf den vierten Rang, für Kohlars kamen aber nur 13 weitere Ligaeinsätze mit drei Toren hinzu. Trainer Merkel hatte mit Heiß, Küppers, Brunnenmeier und Grosser vier Stammkräfte im Einsatz und daneben kämpften Hans Rebele und „Berti“ Kraus mit Kohlars um den noch freien Platz im Angriff. Im Europapokal der Pokalsieger 1964/65 dagegen gehörte der Allrounder zur Stammbesetzung. Herausragend waren die Spiele gegen den FC Porto, im Halbfinale die drei Spiele gegen AC Turin und das Finale am 19. Mai 1965 in London gegen West Ham United. Spielte er noch gegen Porto im Angriff, kam er gegen Turin (Gerry Hitchens, Giorgio Ferrini) und West Ham (Martin Peters, Alan Sealey, Geoff Hurst, John Sissons) in der Defensive zum Einsatz.
Als die Saison 1965/66 mit dem Derby gegen den Aufsteiger FC Bayern am 14. August startete, gehörte Kohlars dem mit 1:0 siegreichen Team der „Löwen“ an. Er hatte in der Defensive die Aufgabe die Kreise von Rainer Ohlhauser zu begrenzen. Insgesamt trug er in 19 Ligaspielen zum Gewinn der Deutschen Meisterschaft bei und gehörte damit zum Kreis der 13 Stammspieler von Trainer Merkel. Im Messestädte-Pokal 1965/66 kam er auf Spieleinsätze gegen Malmö FF, Göztepe Izmir, Servette Genf und in beiden Spielen im Viertelfinale gegen Chelsea London. Er erzielte am 15. März 1966 beim 2:2-Heimremis die 1:0-Führung für die „Löwen“ und war an der Stamford Bridge als Verteidiger im Einsatz, als Mittelstürmer Peter Osgood der entscheidende Treffer zum 1:0 der Londoner gelang. Als 1966/67 – Merkel wurde zum 10. Dezember 1966 als Trainer abgelöst – die Vizemeisterschaft erreicht wurde, hatte der „Ergänzungsspieler“ in 14 Spielen auf dem Feld gestanden und dabei drei Tore erzielt. Im Europapokal der Landesmeister erzielte er im September 1966 in den zwei Spielen gegen Omonia Nikosia drei Tore, in den zwei Spielen im November gegen Real Madrid kam er nicht zum Einsatz. Als die besten Jahre der „Löwen“ vorbei waren und es in der Tabelle nach unten ging, stellte der unverzichtbare Allrounder 1967/68 mit 15 Treffern seinen persönlichen Rekord in der Bundesliga auf. Er führte damit klar die interne Torschützenliste an, mit Hans Küppers folgte ein Mittelfeldspieler mit zwölf Toren, vor Ludwig Bründl mit sieben Treffern. Mit 33:35 Punkten belegte 1860 München den zwölften Rang.
Unter den Trainern Albert Sing (bis 31. Oktober 1968) und Hans Pilz brachte es Kohlars 1968/69 auf 21 Bundesligaspiele und erzielte dabei drei Tore. Die „Löwen“ belegten mit dem ausgeglichenen Punktekonto von 34:34 Zählern den zehnten Rang und Lokalrivale FC Bayern gewann die erste Bundesligameisterschaft. Vor Kohlars achter Saison bei der Elf aus Giesing, 1969/70, verlor der Traditionsverein aus finanziellen Gründen mit Patzke, Grosser, Rebele und Reich erneut vier weitere Spieler der Erfolgsära und Heiß und Kohlars hatten ihre Laufbahn beendet. Der neue Trainer Fritz Langner wurde am 13. November 1969 mit der Bilanz von 5:21 Punkten und 9:26 Toren durch Franz Binder abgelöst und Heiß und Kohlars konnten reaktiviert werden. In 21 Ligaeinsätzen erzielte Kohlars nochmals zehn Tore, 1860 München stieg aber mit 25:43 Punkten als Tabellenvorletzter in die Regionalliga Süd ab. Sein letztes Bundesligaspiel absolvierte Kohlars am 3. Mai 1970 beim 0:0-Heimremis gegen Rot-Weiss Essen an der Seite seiner alten Mannschaftskollegen Petar Radenkovic, Manfred Wagner und dem eingewechselten Željko Perušić.
Endgültig war für Wilfried Kohlars seine aktive Spielerlaufbahn zu Ende, als er am 8. November 1970 in der Regionalliga Süd sein drittes Spiel für die „Löwen“ unter Trainer Hans Tilkowski absolviert hatte.

## Privates
Als Student hatte er an der Technischen Hochschule in München sein Staatsexamen als Diplom-Ingenieur erworben. Er führte ein eigenes Ingenieurbüro und war auch gleichzeitig im Immobilienbereich tätig. Von 2000 bis 2015 lebte er im Winter für ein halbes Jahr in Südafrika, in der Nähe von Kapstadt.
Kohlars starb im Juni 2019 im Alter von 79 Jahren.